# SeaMonkey
SeaMonkey（シーモンキー）は、SeaMonkey AssociationのSeaMonkey Councilによって開発されているインターネット統合アプリケーション。Mozilla Suiteの後継となるソフトウェアである。

## 特徴

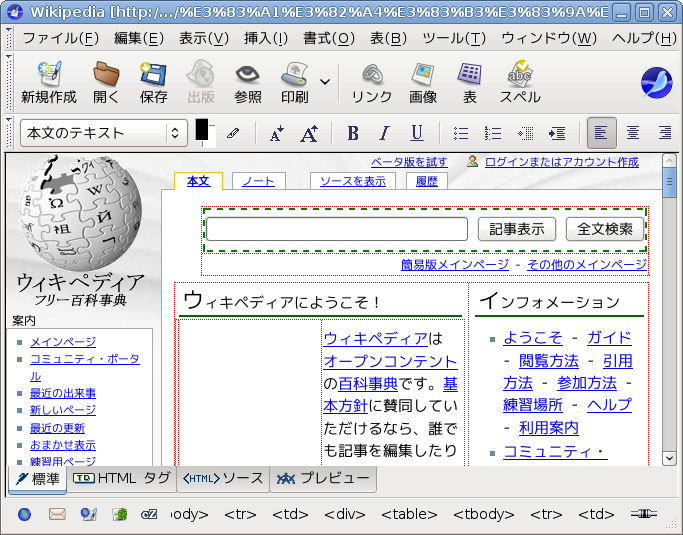
SeaMonkey Composer

SeaMonkeyはMozilla Firefoxで使われているGeckoと呼ばれるレンダリングエンジンを使用している。SeaMonkeyにはタブブラウザ方式のウェブブラウザ、電子メールクライアント、ニュースグループクライアント、IRCクライアント、単にComposerとも呼ばれる WYSIWYGのHTML編集ツール（Mozilla Composer/右のスクリーンショット参照）が含まれている。
Mozillaからの改良が加えられ、SVGサポートやフィッシングメールの検出などFirefoxやThunderbirdの持つ機能も幾らか利用できるようになっている。SeaMonkeyという名前は小型甲殻類アルテミアの別名に由来する。
2006年1月30日にSeaMonkeyプロジェクトにてWindows、Mac OS X、Linuxの各オペレーティングシステム (OS) におけるファーストリリース、英語版バージョン1.0が公開された。
なおMozilla Firefox 57でレイアウトエンジンがServoに移行しXPCOMが廃止されたことに伴い、GeckoでもXPCOMの廃止が進んだ。そのためXPCOMに依存していたSeaMonkeyは、法人向け延長サポート版のFirefox ESRで使われているバージョンのGeckoを基にしてThunderbirdと共同でコンポーネント部分の開発を行っている。

## 歴史
- 2005年3月、Mozilla Foundationは「Mozilla」名義で発表していたインターネット統合アプリケーションをバージョン1.7で打ち切り、今後はMozilla Firefox（ブラウザ）とMozilla Thunderbird（電子メールクライアント）の開発に注力していくと発表した[4]。同時に、開発コード「SeaMonkey」として開発が続けられていたMozillaについて、開発の継続を行う意志のあるコミュニティに対し、ソースコードなどの環境を提供し、協力していくと表明した。
- 2005年7月、SeaMonkey CouncilがMozillaの開発を継続することを表明し、ここにSeaMonkeyプロジェクトが立ち上がった[5]。プロジェクトはMozilla時代から使われてきた開発コードをそのまま踏襲することとなり、プロジェクトの名称はもともとMozilla 1.8のコードネームであったSeaMonkeyを正式のものとした。SeaMonkeyプロジェクトによって開発が再開されたインターネット統合アプリケーションは、同年9月にアルファ版、12月にベータ版をリリースする。
- 2006年2月、SeaMonkeyプロジェクトの最初の製品版であるバージョン1.0の英語版がリリース。さらに2007年7月にはかねてより非公式で提供されていた日本語インストーラー版(Windows)と日本語化パック(マルチプラットフォーム)がSeaMonkey Councilの承認を受け公式版としてリリースされるようになる。[6]。
- 2009年11月、SeaMonkey 2.0がリリースされた。このリリースでは、Firefox 3.5相当のプラットフォームへのアップデートが行われたほか、フィードのサポートや新テーマ、タブ機能を利用可能なメールクライアントなどを新たに備えた。また、JavaScriptの高速化などもアップデートにより実現している[7]。
- 2012年1月、SeaMonkeyのコミュニティとして、ドイツに登録社団SeaMonkey Association (SeaMonkey e.V.)を設立[8]。
- 2020年1月、SeaMonkey CouncilがMozilla Foundationから独立し、SeaMonkey Association内に移行。

## バージョンの変遷
SeaMonkey ProjectではソフトウェアにFirefoxやThunderbirdの持つ機能やセキュリティフィックスを一部盛り込むと同時に、SeaMonkeyで生まれた改良点をFirefoxやThunderbirdへフィードバックすることになっている。その関連でGeckoエンジンのバージョンはFirefoxやThunderbirdに合わせるような形となり、多くの場合同時期アップデートとなるため、末尾の数字とバージョン末尾の数字が一致しない場合がある。

### 1.0系列
- 2005年7月2日 - 開発打ち切りとなっていたMozillaをThe SeaMonkey Councilが引き継ぎ、ソフト名をSeaMonkeyに変更しての開発続行が決定。
- 2006年1月30日 - 開発が引き継がれてから初の正式リリースとなる、SeaMonkey 1.0がリリース。(rv.1.8.0.1)
- 2006年4月13日 - SeaMonkey 1.0.1リリース。Intel Macへの対応。Firefox 1.5.0.3と同時リリース。(rv.1.8.0.3)
- 2006年6月1日 - SeaMonkey 1.0.2リリース。安定性の向上、セキュリティフィックス。Firefox、Thunderbirdの1.5.0.4と同時リリース。(rv.1.8.0.4)
- 2006年7月27日 - SeaMonkey 1.0.3リリース。Firefox、Thunderbird 1.5.0.5との同時リリース。(rv:1.8.0.5)
- 2006年8月2日 - SeaMonkey 1.0.4リリース。Firefox 1.5.0.6との同時リリース。(rv:1.8.0.6)
- 2006年9月16日 - SeaMonkey 1.0.5リリース。Firefox、Thunderbird 1.5.0.7、Camino 1.0.3との同時リリース。(rv:1.8.0.7)
- 2006年11月7日 - SeaMonkey 1.0.6リリース。Firefox、Thunderbird 1.5.0.8との同時リリース。(rv:1.8.0.8)
- 2006年12月18日 - SeaMonkey 1.0.7リリース。Firefox、Thunderbird 1.5.0.9との同時リリース。(rv:1.8.0.9)
- 2007年2月28日 - SeaMonkey 1.0.8リリース。1.1.1と同等のセキュリティフィックス。(rv:1.8.0.10)
- 2007年5月30日 - SeaMonkey 1.0.9リリース。1.0.xの最終リリース。

### 1.1系列
- 2007年1月18日 - SeaMonkey 1.1リリース。新機能の追加、セキュリティフィックス。(rv:1.8.1.2pre - 1.8.1.2のプレビュー版)
- 2007年2月28日 - SeaMonkey 1.1.1リリース。(rv:1.8.1.2)
- 2007年5月30日 - SeaMonkey 1.1.2リリース。同年7月16日には公式の日本語版が初めて公開される。(rv:1.8.1.4)
- 2007年7月19日 - SeaMonkey 1.1.3リリース。(rv:1.8.1.5)
- 2007年8月3日 - SeaMonkey 1.1.4リリース。(rv:1.8.1.6)
- 2007年10月19日 - SeaMonkey 1.1.5リリース。(rv:1.8.1.8)
- 2007年11月5日 - SeaMonkey 1.1.6リリース。(rv:1.8.1.9)
- 2007年11月30日 - SeaMonkey 1.1.7リリース。(rv:1.8.1.11)
- 2008年2月7日 - SeaMonkey 1.1.8リリース。(rv:1.8.1.12)
- 2008年3月25日 - SeaMonkey 1.1.9リリース。(rv:1.8.1.13)
- 2008年7月2日 - SeaMonkey 1.1.10リリース。(rv:1.8.1.15)
- 2008年7月15日 - SeaMonkey 1.1.11リリース。(rv:1.8.1.16)
- 2008年9月23日 - SeaMonkey 1.1.12リリース。(rv:1.8.1.17)
- 2008年11月13日 - SeaMonkey 1.1.13リリース。(rv:1.8.1.18)
- 2008年12月16日 - SeaMonkey 1.1.14リリース。(rv:1.8.1.19)
- 2009年3月18日 - SeaMonkey 1.1.15リリース。(rv:1.8.1.21)
- 2009年4月8日 - SeaMonkey 1.1.16リリース。(rv:1.8.1.21)
- 2009年6月23日 - SeaMonkey 1.1.17リリース。(rv:1.8.1.22)
- 2009年9月3日 - SeaMonkey 1.1.18リリース。(rv:1.8.1.23)
- 2010年3月16日 - SeaMonkey 1.1.19リリース。1.1.xの最終リリース[9]。(rv:1.8.1.24)

### 2.x系列
- 2009年10月27日 - SeaMonkey 2.0リリース。操作性はほぼ同じながらもコードが大幅に書き直され、FirefoxやThunderbirdに搭載されている自動更新や拡張機能マネージャなどの機能が取り込まれた。(rv:1.9.1.4)
  - 2009年12月15日 - SeaMonkey 2.0.1リリース。セキュリティフィックス。(rv:1.9.1.6)
  - 2010年1月11日 - SeaMonkey 2.0.2リリース。メールアドレスの自動補完をメッセージ作成画面で行うとフリーズする問題など、4件の安定性に関する問題の修正。セキュリティフィックスは無い。(rv:1.9.1.7)
  - 2010年2月17日 - SeaMonkey 2.0.3リリース。セキュリティフィックス。このバージョンから、2.0系列でも日本語版が用意されるようになった。(rv:1.9.1.8)
  - 2010年3月30日 - SeaMonkey 2.0.4リリース。セキュリティフィックス。
  - 2010年6月22日 - SeaMonkey 2.0.5リリース。セキュリティフィックス。
  - 2010年7月20日 - SeaMonkey 2.0.6リリース。セキュリティフィックス。
  - 2010年9月7日 - SeaMonkey 2.0.7リリース。セキュリティフィックス。
  - 2010年9月15日 - SeaMonkey 2.0.8リリース。安定性に関する問題の修正。
  - 2010年10月20日 - SeaMonkey 2.0.9リリース。セキュリティフィックス。
  - 2010年10月28日 - SeaMonkey 2.0.10リリース。セキュリティフィックス。
  - 2010年12月9日 - SeaMonkey 2.0.11リリース。セキュリティフィックス。安定性に関する問題の修正。
  - 2011年3月2日 - SeaMonkey 2.0.12リリース。セキュリティフィックス。安定性に関する問題の修正。
  - 2011年3月23日 - SeaMonkey 2.0.13リリース。セキュリティフィックス。安定性に関する問題の修正。
  - 2011年4月28日 - SeaMonkey 2.0.14リリース。セキュリティフィックス。安定性に関する問題の修正。
- 2011年6月10日 - SeaMonkey 2.1リリース。プロファイルのオンライン共有やPersonasなどの機能が取り込まれた。(rv:2.0.1)
- 2011年7月7日 - SeaMonkey 2.2リリース。CSSアニメーションへの対応。canvas要素、JavaScript対応機能の向上など。
- 2011年8月16日 - SeaMonkey 2.3リリース。Microsoft Outlookからメッセージをインポートする際の問題の修正、WebSocketへの対応強化など。
  - 2011年8月23日 - SeaMonkey 2.3.1リリース。Mozillaの安定性・セキュリティアップデートの反映。
  - 2011年8月31日 - SeaMonkey 2.3.2リリース。SSL証明書が偽装されたため、DigiNotarのルート証明書を無効化した。
  - 2011年9月6日 - SeaMonkey 2.3.3リリース。2.3.2ではブロックできていなかった、他の認証局によってクロス署名されたDigiNotarのルート証明書を無効化した。
- 2011年9月27日 - SeaMonkey 2.4リリース。メモリ使用量の大幅削減。レンダリングバックエンド追加によるWindows上のcanvas処理高速化など。
  - 2011年9月29日 - SeaMonkey 2.4.1リリース。Mozillaの安定性・セキュリティアップデートの反映。
- 2011年11月22日 - SeaMonkey 2.5リリース。アドオン管理機能を改良、HTML5やWebSocketへの対応を強化した。
- 2011年12月20日 - SeaMonkey 2.6リリース。HTML5のコンテキストメニューに対応、Composerに印刷プレビュー機能を追加、型推論導入によるJavaScriptの高速化。
  - 2011年12月22日 - SeaMonkey 2.6.1リリース。Linux版、Mac OS X 版で異常終了する問題を修正。
- 2012年1月31日 - SeaMonkey 2.7リリース。アドオンの互換性を柔軟に判断するように変更したほか、WebGLのアンチエイリアス、CSSの3Dトランスフォーム、HTML5のbdi要素、Indexed Database APIを実装。
  - 2012年2月10日 - SeaMonkey 2.7.1リリース。Javaアプレット上で文字入力が無反応になる場合がある問題と1件のセキュリティ問題を修正。
  - 2012年2月16日 - SeaMonkey 2.7.2リリース。1件のセキュリティ問題を修正。
- 2012年3月13日 - SeaMonkey 2.8リリース。バージョン2.0以前のプロファイル移行機能の削除、アドオン同期機能の追加、CSS3のtext-size-adjustプロパティ、HTML DOM のouterHTMLプロパティへの対応、ページのソース表示にHTML5パーサの採用、SPDYプロトコルへの対応など。
- 2012年4月24日 - SeaMonkey 2.9リリース。ブックマーク管理画面がリサイズ可能になる、自動再生しない HTML5ビデオコンテンツに大きな再生ボタンを表示、アドオンの同期を標準機能として実装、ダウンロードマネージャ画面へのURL貼り付け、アプリケーション全体でのプラグインの無効化に対応、ページソースへの行番号の追加など。
  - 2012年4月30日 - SeaMonkey 2.9.1リリース。ブックマークの編集画面が正常に展開されない問題など、6件の問題の修正。

### 2.1x系列
- 2012年6月6日 - SeaMonkey 2.10リリース。ロケーションバーのウェブサイト名強調表示、復元するタブ数の設定、ニュースクライアントでのアカウントとパスワードダイアログの統合、SPDYプロトコルの初期設定での有効化など。Windows 版ではこのバージョンより Windows XP SP2 以上の対応となる[10]。
  - 2012年6月16日 - SeaMonkey 2.10.1リリース。Linux版起動時の致命的なXPCOMGlueLoadエラーなど、4件の問題の修正。
- 2012年7月17日 - SeaMonkey 2.11リリース。JavaScript URLを通じたコードの実行、証明書警告ページにおけるクリックジャッキングなど、12件の問題の修正。
- 2012年8月28日 - SeaMonkey 2.12リリース。SPDYネットワークプロトコルv3に対応、圧縮テクスチャのサポートによるパフォーマンス改善などのWebGL強化、アドオン用メモリ使用量の最適化など。
  - 2012年9月10日 - SeaMonkey 2.12.1リリース。プラグインのブロック時の表示が出ないなど、4件の問題の修正。
- 2012年10月9日 - SeaMonkey 2.13リリース。インクリメンタルガーベジコレクションによるJavaScriptの応答性向上、CSS3 Animations, Transitions, Transforms and Gradientsのベンダー接頭辞除去、デジタル署名のハッシュアルゴリズムのMD5サポート終了など。
  - 2012年10月12日 - SeaMonkey 2.13.1リリース。Mozillaの安定性・セキュリティアップデートの反映。
  - 2012年10月27日 - SeaMonkey 2.13.2リリース。Mozillaの安定性・セキュリティアップデートの反映。
- 2012年11月20日 - SeaMonkey 2.14リリース。Mac OS X v10.5 のサポート終了、JavaScript の Maps と Sets を反復可能なオブジェクトとして提供、SVG の FillPaint と StrokePaint を実装、iframe 要素の sandbox 属性をサポートなど。
  - 2012年11月30日 - SeaMonkey 2.14.1リリース。Mozillaの安定性・セキュリティアップデートの反映。
- 2013年1月8日 - SeaMonkey 2.15リリース。IonMonkeyコンパイラによるJavaScriptの高速化、WebRTCの初期的サポート、HTMLの拡大アルゴリズム改良による画像の表示品質向上、CSS3 Flexboxの実装、新しいDOMプロパティwindow.devicePixelRatioのサポートなど。
  - 2013年1月20日 - SeaMonkey 2.15.1リリース。Mozillaの安定性・セキュリティアップデートの反映。
  - 2013年2月4日 - SeaMonkey 2.15.2リリース。Mozillaの安定性・セキュリティアップデートの反映。
- 2013年2月21日 - SeaMonkey 2.16リリース。メーリングリストへの返信のサポート、SSLに関連する警告プロンプトをより抑制的な非モーダルな通知バーに置き換え、HTML の拡大アルゴリズム改良による画像の表示品質向上など。
  - 2013年3月8日 - SeaMonkey 2.16.1リリース。Mozillaの安定性・セキュリティアップデートの反映。
  - 2013年3月13日 - SeaMonkey 2.16.2リリース。Mozillaの安定性・セキュリティアップデートの反映。
- 2013年4月2日 - SeaMonkey 2.17リリース。ページ読み込み、ダウンロード、プログラム終了などのパフォーマンス改善、ECMAScript 6 草稿の実装を推進し WeakMaps の clear() や Math.imul に対応、<canvas> タグで ブレンドモード をサポート、<audio> タグや <video> タグの改善など。
  - 2013年4月14日 - SeaMonkey 2.17.1リリース。Mozillaの安定性・セキュリティアップデートの反映。
- 予定されていた SeaMonkey 2.18 のリリースはビルドシステムに関する技術的な問題から見送られた[11]。
- 2013年7月2日 - SeaMonkey 2.19リリース。asm.js 最適化モジュール (OdinMonkey) によるパフォーマンス向上、canvas の非同期的更新によるWebGLの描画性能向上、テキストファイル表示時の単語の折り返し表示、CSS3のFlexbox実装、新しいWeb Notifications APIの実装など。

### 2.2x系列
- 2013年8月6日 - SeaMonkey 2.20リリース。コンテンツセキュリティポリシ (CSP) 1.0パーサの有効化、CSPの文法と動作を標準に合わせ変更、混在コンテンツブロック機能の有効化により中間者攻撃や HTTPS 通信を利用したページ盗聴を防御など。
- 2013年9月17日 - SeaMonkey 2.21リリース。Mac OS X 10.7以降で採用された新しいスクロールバーをサポート、ピン留めされたタブがアクセシビリティ面で改善、画像のタイリングとスケーリングに関してSVGの描画性能が大幅に向上など。
- 2013年10月30日 - SeaMonkey 2.22リリース。Web Audio をサポート、CSS3の background-attachment:local を実装、ECMAScript 6の多くの関数を実装、iframe の srcdoc 属性に対する処理が実装されインラインフレーム内に埋め込み可能になったなど。
  - 2013年11月18日 - SeaMonkey 2.22.1リリース。Mozillaの安定性・セキュリティアップデートの反映。
- 2013年12月12日 - SeaMonkey 2.23リリース。最新のFlashプラグインを除く全てのプラグインの起動にデフォルトでクリックが必須化、パスワードマネージャがスクリプトによって作られたパスワードフィールドに対応、適切なgstreamerプラグインのインストールによりLinuxでのH.264再生をサポートなど。
- 2014年2月6日 - SeaMonkey 2.24リリース。TLS 1.1 (RFC 4346) とTLS 1.2 (RFC 5246) がデフォルトで有効化、SPDY 3.1をサポート、JavaScriptデバッガが難読化されたコードを整形し直して表示、SpiderMonkeyがECMAScript 6のgeneratorをサポート、ECMAScript 6の関数 Math.hypot() をサポートなど。
- 2014年3月19日 - SeaMonkey 2.25リリース。VP9でエンコードされた動画を再生、Opusを利用したWebM動画を再生、HTML5の video 要素や audio 要素で音量を調節、OS X: 通知センターがweb notificationsをサポート、multi-line flexbox、MathML 2.0の mathvariant 属性をサポートなど。
- 2014年5月2日 - SeaMonkey 2.26リリース。Gamepad API、ECMAScriptの国際化API、<input type=number>、<input type=color> をサポート、box-sizing をベンダ接頭辞なしで利用可、Web Workerから Console オブジェクトが参照可、SharedWorker、Promisesを標準的にサポートなど。
  - 2014年6月16日 - SeaMonkey 2.26.1リリース。SeaMonkey 2.27で予定されていたバグ修正、Mozillaの安定性・セキュリティアップデートの反映。
- 予定されていた SeaMonkey 2.27および2.28のリリースはビルドシステムに関する技術的な問題から見送られた[12]。
- 2014年9月7日 - SeaMonkey 2.29リリース。新しいHTTPキャッシュ (v2) の有効化、世代別GCの統合、WebVTT、CSS variablesの実装、プラグイン使用のホワイトリスト化、GStreamer 1.0のサポートなど。
  - 2014年9月24日 - SeaMonkey 2.29.1リリース。Mozillaの安定性・セキュリティアップデートの反映およびバグ修正。

### 2.3x系列
- 2014年10月15日 - SeaMonkey 2.30リリース。Windows版でのOMTCのサポート、Open H264のサポートなど。
- 2014年12月4日 - SeaMonkey 2.31リリース。Mac OS X v10.6以降でのH264 (MP4) のネイティブAPIでのサポート、HTTP/2 (draft14) およびALPNの実装など。
- 2015年1月13日 - SeaMonkey 2.32リリース。スペルチェックダイアログのサイズ可変、GGC有効化など。
  - 2015年2月6日 - SeaMonkey 2.32.1リリース。バグ修正。
- 2015年3月10日 - SeaMonkey 2.33リリース。セキュリティ通知バーからのトラッキングの制御、プライバシー設定ペインの更新など。
  - 2015年3月24日 - SeaMonkey 2.33.1リリース。HP Zero Day Initiative's Pwn2Own contestにおいて明らかにされたセキュリティ問題を修正。
- 予定されていた SeaMonkey 2.34 のリリースは見送られた。
- 2015年9月3日 - SeaMonkey 2.35リリース。
- SeaMonkey 2.36および2.37はリリースされていない。
- 2015年9月26日 - SeaMonkey 2.38リリース。
- 2015年11月8日 - SeaMonkey 2.39リリース。

### 2.4x系列
- 2016年3月14日 - SeaMonkey 2.40リリース。
- SeaMonkey 2.41 - 2.45はリリースされていない。
- 2016年12月22日 - SeaMonkey 2.46リリース。
- SeaMonkey 2.47はリリースされていない。
- 2017年7月31日 - SeaMonkey 2.48リリース。
- 2017年11月4日 - SeaMonkey 2.49.1リリース。
- 2018年2月15日 - SeaMonkey 2.49.2リリース。Firefox ESR 52.6相当[13]。
- 2018年5月4日 - SeaMonkey 2.49.3リリース。Firefox ESR 52.7.3相当[14]。
- 2018年7月27日 - SeaMonkey 2.49.4リリース。Firefox ESR 52.9.0相当[15]。
- 2019年9月4日 - SeaMonkey 2.49.5リリース。Windows及びLinux向けの64bit版が正式に提供された[16]。

### 2.5x系列
- SeaMonkey 2.50 - 2.52はリリースされていない。
- 2020年2月28日 - SeaMonkey 2.53.1リリース。Firefox ESR 60.3及びThunderbird 60.3相当の機能修正が行われたほか、TLS 1.3が既定で有効となるなどSeaMonkey固有の修正も行われた[17]。
- 2020年5月3日 - SeaMonkey 2.53.2リリース[18]。
- 2020年7月7日 - SeaMonkey 2.53.3リリース[19]。
- 2020年9月22日 - SeaMonkey 2.53.4リリース[20]。
- 2020年11月13日 - SeaMonkey 2.53.5リリース[21]。WebPとAV1のサポートを開始した。
  - 2020年11月17日 - SeaMonkey 2.53.5.1リリース[22]。
- 2021年1月22日 - SeaMonkey 2.53.6リリース[23]。
- 2021年3月30日 - SeaMonkey 2.53.7リリース[24]。FlashおよびNPAPIプラグインのサポートが終了した。
  - 2021年4月15日 - SeaMonkey 2.53.7.1リリース[25]。
- 2021年6月30日 - SeaMonkey 2.53.8リリース[26]。
  - 2021年7月22日 - SeaMonkey 2.53.8.1リリース[27]。
- 2021年8月26日 - SeaMonkey 2.53.9リリース[28]。
  - 2021年9月28日 - SeaMonkey 2.53.9.1リリース[29]。
- 2021年11月16日 - SeaMonkey 2.53.10リリース[30]。
  - 2021年12月13日 - SeaMonkey 2.53.10.1リリース[31]。
  - 2021年12月28日 - SeaMonkey 2.53.10.2リリース[32]。
- 2022年3月2日 - SeaMonkey 2.53.11リリース[33]。
  - 2022年3月25日 - SeaMonkey 2.53.11.1リリース[34]。
- 2022年5月4日 - SeaMonkey 2.53.12リリース[35]。
- 2022年7月11日 - SeaMonkey 2.53.13リリース[36]。ビルドシステムのPython 2からPython 3への移行が開始された。
- 2022年9月29日 - SeaMonkey 2.53.14リリース[37]。
- 2023年1月20日 - SeaMonkey 2.53.15リリース[38]。macOS Ventura 13.0でクラッシュする問題が修正された。
- 2023年3月31日 - SeaMonkey 2.53.16リリース[39]。
- 2023年8月4日 - SeaMonkey 2.53.17リリース[40]。
  - 2023年9月20日 - SeaMonkey 2.53.17.1リリース[41]。libwebpの脆弱性CVE-2023-4863に対するセキュリティ修正。
- 2023年12月9日 - SeaMonkey 2.53.18リリース[42]。
  - 2024年1月16日 - SeaMonkey 2.53.18.1リリース[43]。
  - 2024年3月28日 - SeaMonkey 2.53.18.2リリース[44]。
- 2024年9月4日 - SeaMonkey 2.53.19リリース[45]。
- 2025年1月7日 - SeaMonkey 2.53.20リリース[46]。ChatZillaに関する多数の修正を含む複数の改良が行われた。